# Houma
Els houma són una tribu d'amerindis que actualment formen la tribu reconeguda estatalment  United Houma Nation a Louisiana. Segons el cens de 2010 eren més de 10.000 individus residents a sis parròquies (St. Mary, Terrebonne, Lafourche, Jefferson, Plaquemines, i St. Bernard) en 4.750 milles quadrades.
La ciutat de Houma (que vol dir "vermell"), i el riu Red van rebre el seu nom per ells. L'Estat d'Oklahoma comparteix una etimologia similar, amb el sufix homa que vol dir "vermell" en llengua choctaw i altres llengües muskogi, inclosa el houma. El seu nom volia dir "vermell" i potser era una abreviació de saktihomma "cranc vermell". Eren una fracció del poble choctaw que s'independitzaren.

## Localització
El seu primer assentament era al marge oriental del riu Mississipi, vora la línia fronterera entre els actuals estats de Mississipi i Louisiana, vora l'actual Pinckney (Mississippi). Tenien dues viles vora Bayou La Fourche i Great Houma.

## Demografia
Segons Mooney (1928), el 1600 eren uns 1.000 individus. El 1699 Iberville afirmà que tenien 140 cabanes i 350 guerrers, mentre que en el segon viatge els calcula en 600-700. Cap al 1718 havien sofert epidèmies de pesta i massacres. Així, La Harpe els calcula en 60 cabanes i 200 guerrers. El 1739 un oficial francès va calcular que tenien entre 90 i 100 guerrers i que eren entre 270 i 300 individus. El 1758 els estimaren en 60 guerrers i el 1784 en 25, de manera que la seva població fou calculada en 60 individus el 1803. El 1907 uns 800-900 indis i mestissos es declararen houma, però el cens del 1910 només donà 125 indis a Terrebonne. El 1920 en retornaren 639 i el 1930 936 a Terrebonne i 11 a La Fourche. Frank Speck, però, calcula que en són el doble. Segons el cens dels EUA del 2000, hi havia 7.284 houma a Louisiana i 284 a Mississipi.

## Llengua
La llengua indígena houma es creu que va caure en desús pel segle xix. Com a resultat d'un procés de substitució lingüística, que es va iniciar durant el període colonial francès a Louisiana, la majoria dels houma parlen avui francès de Louisiana. L'anglès americà també és parlat extensament per la comunitat. A més, a la llum de la seva societat diferent i aïllada geografia, es creu que fins a 3.000 persones en la seva majoria ancians que viuen a les terres tribals houma a la Conca Lafourche són parlants monolingües de francès.
En 1907 Swanton va entrevistar a una anciana houma per recollir el vocabulari de la seva llengua. Més recentment, s'han fet esforços per recollir el vocabulari i la gramàtica de la gent gran per tal de revitalitzar la llengua. Com que és molt semblant al llengua choctaw estàndard, alguns lingüistes alguns lingüistes han conclòs que els houma parlen una llengua muskogi occidental (similar al choctaw o chickasaw). Altres estudiosos han suggerit que les dades al vocabulari de Swanton és mobilian jargon. Algunes paraules no identificades poden ser d'altres llengües parlades al Mississipi. Els tunica es refereix al Mobilian Jargon com a húma ʼúlu ("llengua dels houma").

## Història

### Orígens
La tribu houma, potser una secció dels choctaws i parlants d'una llengua muskogi, vivien al llarg del riu Red al costat est de riu Mississippi, quan el 1682 contactaren amb l'explorador francès René Robert Cavalier, sieur de La Salle. Com que el seu emblema de guerra és el saktce-ho’ma, o Cranc de riu americà, l'antropòleg John Reed Swanton ha especulat que els houma són una branca de la tribu chakchiuma de la regió del riu Yazoo, el nom de la qual és una corrupció de saktce-ho’ma.
Els individus de la tribu van mantenir contacte amb altres comunitats xhoctawa després d'instal·lar-se al territori de les actuals parròquies de Lafourche i Terrebonne. No és clar com els houma venir a establir-se prop de la desembocadura del riu Red (abans anomenat riu Houma). En el moment de l'exploració francesa, els houma s'assentaven al lloc de l'actual Angola (Louisiana).

### Era francesa
En 1682 l'explorador francès Brinson va anotar en el seu diari que passa prop del poble dels Oumas. Aquesta breu menció marca l'entrada dels houma en la història escrita. Henri de Tonti va fer una aliança amb ells el 1686. El 1699 foren visitats per Pierre Le Moyne d'Iberville, qui afirmà que el seu campament era el més gran del Mississipi. El 1700 els visità altre cop, hi envià missioners i hi construïren una església, descrita poc més tard per Gravier.
Quan els europeus van arribar en major nombre a la zona, van pensar que cada assentament representava una tribu diferent. Mentre era guiat a través de la zona nord del llac Pontchartrain Iberville i els seus homes li va preguntar als seus quies Bayougoula sobre la identitat d'un grup a l'altra riba d'un pantà en particular. Els guies van respondre que es tractava dels mugulashai, que significa "la gent a l'altra banda (dels pantans)." El francès va creure que el terme era el nom del grup, i el va anomenar Mugulasha. Probablement serien una banda dels bayougoula que, com els houma, eren d'origen choctaw. En temps històrics, diverses bandes choctaw van emigrar a la zona de Louisiana. Avui se'ls coneix com les bandes de Jena, Clifton, i Lacombe.
En 1700 els houma mantenien un conflicte fronterer amb els bayougoula sobre vedats de caça. La mediació del germà d'Iberville, Jean-Baptiste Le Moyne de Bienville, va posar fi al conflicte al març d'aquest any. Les tribus van col·locar un gran pal de color vermell a terra a la vora d'un pantà, en un lloc ara conegut com a Scott’s Bluff, establint una nova frontera entre els seus pobles. Anomenat Istrouma pels nadius i Baton Rouge pels francesos, aquesta marca es trobava en un lloc a uns cinc quilòmetres per sobre de Bayou Manchac a la riba est del Mississipi. Es va desenvolupar com la moderna ciutat de Baton Rouge.
En 1706, els houma van deixar les seves aldees a la regió del Riu Red per les zones més meridionals. Un relat van dir que volien apropar-se als nous aliats francesos i allunyar-se de les tribus aliades dels anglesos al nord. Des de la dècada de 1730 a la Guerra Franco-Índia (1754-1763) (també coneguda com la Guerra dels Set Anys), les guerres europees es van desenvolupar a Amèrica del Nord. Nombroses bandes de nadius americans van formar aliances de protecció per fer front als conflictes. Ja en 1739, els francesos va informar que els houma, bayougoula i acolapissa es van fusionar en una tribu. Tot i que la tribu es mantindria predominantment houma, les últimes restes de moltes nacions hi trobarien refugi.
A causa de creixents conflictes entre colonitzadors anglesos, francesos, i espanyols, els houma emigraren al sud de la seva ubicació actual a les parròquies Lafourche Terrebonne. La història oral i els erudits moderns estan d'acord que van fer un assentament anomenat Chukunamous (que vol dir Casa Vermella). La moderna ciutat de Houma (Louisiana) va ser desenvolupada més tard al lloc. La tribu es va traslladar més al sud. El 1776 van vendre la resta de les seves terres a dos criolls francesos, encara que hi van romandre fins a la Compra de Louisiana pels Estats Units.

### Era estatunidenca
Napoleó Bonaparte acordà vendre la colònia de Louisiana als Estats Units, el que duplicaria la mida de la nova república. El 30 d'abril de 1803 els dos països van signar un tractat per confirmar la Compra de Louisiana. Pel que fa als habitants natius, l'article sisè del Tractat de la Compra de Louisiana preveu 
 Els Estats Units prometen executar els tractats i articles que hagin estat acordats entre Espanya i les tribus i nacions d'indis, fins que, de comú consentiment dels Estats Units i les dites tribus o nacions, s'hagi acordat altres articles adequats.
Tot i que els Estats Units va signar el tractat no es va respectar la política. John Sibley va ser nomenat pel president Thomas Jefferson com a agent indi per a la regió. No va visitar cap poble dels pantans del sud de Louisiana, i el houma no van tenir cap representació oficial al govern federal.
El 1805 marxaren a viure amb els atakapes vora el llac Charles. En 1885 els houma van perdre una gran líder, Rosalie Courteau. Ella els havia ajudat a sobreviure a través de les seqüeles de la Guerra Civil dels Estats Units. Encara segueix sent molt respectada.

### Era moderna
A la fi del segle xix la llengua houma s'havia criollitzat amb el francès de l'antiga colònia. La llengua houma-francès que els houma parlen avui és una barreja entre el francès parlat pels primers exploradors i paraules houma, com shaui ("mapatxe"). No obstant això, la llengua houma-francesa segueix sent francès, ja que pot ser entès pels francòfons del Canadà, França, Ruanda o Louisiana. Hi ha algunes diferències en el vocabulari, per exemple, chevrette es diu crevette (gambetes). L'accent de la Nació Houma francòfona és comparable a la diferència entre un anglès d'Amèrica i un anglès d'Anglaterra; cada grup lingüístic desenvolupa molts accents diferents.
Com el sud de Louisiana es va fer més urbà i industrialitzat, els houma van romandre relativament aïllats en els seus assentaments dels pantans. La població houma en aquest temps es divideix entre sis assentaments. El viatge entre els assentaments es feia en piragua; l'Estat no construí les carreteres que connecten els assentaments fins a la dècada de 1940. Igual que les altres poblacions de nadius americans, sovint van ser objecte de discriminació i aïllament.
En 1907, foren visitats per l'antropòleg John Reed Swanton del Smithsonian Institution.
Els houma segueixen tenint una economia de tipus caçador-recol·lector. També conreen petites hortes de subsistència, i depenen dels pantans i aiguamolls per a la pesca i caça. Els houma R.J. Molinere, Jr i el seu fill Jay Paul Molinere han aparegut caçant al·ligàtors al programa de televisió Swamp People.
No va ser fins a 1964 després de la Llei de Drets Civils de 1964 que es va aprovar que els nens houma se'ls permetés assistir a les escoles públiques. Abans d'això, els nens houma anaven a escoles de missioners.

## Reconeixement federal
Una de les qüestions més importants pels houma és l'assignatura pendent del seu reconeixement federal. La tribu Houma ha estat en el procés de reconeixement federal des de 1979, quan per primera vegada va presentar la seva carta d'intenció de presentar una petició amb la Bureau of Indian Affairs. La petició va ser rebutjada el 1994, i la tribu refutada el 1996. La tribu houma espera que la seva demanda sigui revisada de nou per a la determinació final.